# 勒安库尔
勒安库尔（法語：Rehaincourt，法語發音：[ʁə.ɛ̃kuʁ]）是法国大东部大区孚日省的一个市镇，位于该省北部，属于埃皮纳勒区和埃皮纳勒城市圈公共社区。该市镇的总面积为15.22平方公里，海拔在314至390米之间，其中镇中心海拔大约330米，2017年时的人口为363人。

## 历史
第二次世界大战期间，勒安库尔遭到严重的破坏，市中心超过一半的建筑物被毁。

## 人口
勒安库尔人口变化图示
| 数据来源：INSEE |